# 이성덕
이성덕(李聖德, 1912년 1월 20일 - 1968년 7월 8일)은 일제강점기 조선의 스피드 스케이팅 선수이다. 평안북도 신의주 출신으로 1932년 전일본 스피드 스케이트 선수권대회에서 500m 1위, 5000m 3위를 기록하였고 1933년 같은 대회에서 500m와 5000m 1위를 달성하여 종합 우승하였다. 1936년 동계 올림픽 스피드 스케이팅에서 전 종목에 출전하였다. 광복 후 대한민국에 정착하여 빙상연맹 이사장 등을 역임하다 1968년 별세하였다.

## 가족 관계
- 이성순 - 동생